# Italijanska renesansa
Italijanska renesansa (italijansko Rinascimento) je bilo obdobje italijanske zgodovine, ki se je začelo v 14. stoletju (trecento) in je trajalo do 17. stoletja (seicento). Vrhunec je doseglo v 15. (quattrocento) in 16. (cinquecento) stoletjih, se razširilo po Evropi in označilo prehod iz srednjega veka v moderno obdobje. Francoska beseda renaissance  pomeni »preporod« in obdobje definira kot obdobje kulturnega preporoda in obnovljenega zanimanja za klasično antiko po stoletjih mračnega srednjega veka kot so ga označili renesančni humanisti. Renesančni avtor Giorgio Vasari je uporabil izraz renesansa v svoji knjigi Življenja najodličnejših slikarjev, kiparjev in arhitektov, vendar se je koncept razširil šele v 19. stoletju, po delih znanstvenikov, kot so Julesa Micheleta in Jacoba Burckhardta.
Renesansa se je začela v Toskani (Srednja Italija), središče pa so bile Firence. Firence, ena izmed več držav, se je povečala v gospodarsko središče z zagotavljanjem posojil evropskim monarhom in postavitvijo temeljev kapitalizma in bančništva. Renesansa se je kasneje razširila v Benetke, srce sredozemskega imperija ob nadzoru trgovskih poti z vzhodom od udeležbe v križarskih pohodih in potovanjih Marka Pola, kjer so se združili ostanki antične grške kulture in podprli humanistične znanstvenike novih besedil. Nazadnje je imela renesansa pomemben vpliv na papeško državo in Rim, ki so ju v veliki meri obnovili humanistični in renesančni papeži (kot sta bila papež Aleksander VI. in papež Julij II.), ki so bili pogosto vpleteni v italijansko politiko, pri arbitražnem sporu med konkurenčnimi kolonialnimi silami in pri nasprotovanju reformaciji.
Italijanska renesansa je najbolj znana po svojih dosežkih v slikarstvu, arhitekturi, kiparstvu, literaturi, glasbi, filozofiji, znanosti in raziskovanju. Italija je postala priznana evropska voditeljica na vseh teh področjih do konca 15. stoletja, v času pogodbe iz Lodija (1454-1494), o kateri so se dogovorile italijanske države. Italijanska renesansa je dosegla vrh sredi 16. stoletja, ko so domači spori in tuje invazije pogreznile regijo v nemir v italijanskih vojnah (1494-1559). Toda ideje in ideali italijanske renesanse so se prenašali in širili v preostalo Evropo in zašli tudi na sever. Italijanski raziskovalci iz pomorskih republik so služili pod pokroviteljstvom evropskih monarhov, in začeli dobo velikih odkritij. Najbolj znani med njimi so Krištof Kolumb, ki je plul za Španijo, Giovanni da Verrazzano za Francijo, Amerigo Vespucci za Portugalsko in John Cabot za Anglijo. Italijanski znanstveniki, kot so Falloppio, Tartaglia, Galileo, Torricelli, so igrali ključno vlogo v znanstveni revoluciji, tujci, kot sta Nikolaj Kopernik in Andreas Vesalius, pa so delali na italijanskih univerzah. Za konec renesanse so bili predlagani različni dogodki in datumi 17. stoletja, kot je zaključek evropskih verskih vojn leta 1648.
Prikazi renesančne literature se običajno začnejo s tremi velikimi pesniki 14. stoletja: Dantejem Alighierijem (Božanska komedija), Petrark (Canzoniere) in Boccacciom (Dekameron). Med znane narodne pesnike renesanse sodijo renesančni epski pisci Luigi Pulci (avtor Morgante), Matteo Maria Boiardo (Orlando Innamorato), Ludovico Ariosto (Besneči Roland) in Torquato Tasso (Osvobojeni Jeruzalem). Pisatelji iz 15. stoletja, kot sta pesnik Poliziano in platonistični filozof Marsilio Ficino, so naredili obsežne prevode z latinščine in grščine. V začetku 16. stoletja je Castiglione predstavil svojo vizijo idealnega gospoda in dame v knjigi Il Cortegiano, medtem ko je Machiavelli odvrnil pogled na la verità effettuale della cosa - dejansko resnico o stvareh - v Vladarju, v humanističnem slogu, predvsem vzporednih starodavnih in sodobnih primerih Virtù. Zgodovinarji tega obdobja so bili sam Machiavelli, njegov prijatelj in kritik Francesco Guicciardini in Giovanni Botero (Razlog države). Aldina, ki jo je ustanovil tiskar Aldo Manuzio, dejaven v Benetkah, je razvil italijansko in prenosno tiskano knjigo, ki jo je bilo mogoče nositi v žepu, kot tudi prva, ki je izdala knjige v starogrščini. Benetke so postale tudi rojstni kraj komedije dell'Arte.
Italijanska renesančna umetnost je stoletja prevladujoče vplivala na kasnejše evropsko slikarstvo in kiparstvo z umetniki, kot so Leonardo da Vinci, Michelangelo, Raffaello Santi, Donatello, Giotto di Bondone, Masaccio, Fra Angelico, Piero della Francesca, Domenico Ghirlandaio, Perugino, Sandro Botticelli in Tizian. Enako velja za arhitekturo, kot so jo izvajali Brunelleschi, Leon Battista Alberti, Andrea Palladio in Bramante. Njihova dela vključujejo, če naštejemo samo nekatere, Firenška stolnica, bazilika svetega Petra v Rimu in Tempio Malatestiano v Riminiju, pa tudi več zasebnih stanovanj. Glasbeno obdobje italijanske renesanse so določili rimska šola, kasneje pa beneška šola in rojstvo opere v Firencah. V filozofiji so misleci, kot so Galileo, Machiavelli, Giordano Bruno in Pico della Mirandola, poudarili naturalizem in humanizem, s čimer so zavrnili dogmo in sholastiko.

## Humanizem in renesansa
Na splošno se humanizem obravnava le kot ideologija, ki je sprožila zanimanje za antične pesnike in pisatelje, ki so proslavljali človeka kot kralja narave, v nasprotju s srednjeveškim pojmovanjem človeka kot nepomembno komponento stvarstva. Ta ideologija je potem postala osnova za renesanso v ožjem pomenu besede, to je za razvoj umetnosti.
V Italiji sta se pojma humanizem in renesansa prekrila, zato Rinascimento pomeni ne samo umetniško udejstvovanje, temveč tudi razmah književnosti in filozofije. Začetek gibanja se postavlja v Firence, kjer se je pojavilo zanimanje za stare grške in latinske dokumente, ki so jih bili po odhodu iz polotoka Bizantinci zapustili po samostanih. Večina starogrških tekstov ni bila več na razpolago in je bilo treba prevajati iz arabščine, ker so jih bili že v teku srednjega veka Arabci prevedli. Iz teh študij, ki so se naglo prenesle na ostalo Evropo, se je razvila filozofija in književnost humanizma, medtem ko je v Italiji sami zanimanje prešlo takoj tudi na likovne umetnosti, glasbo in znanost.
Ta takojšnja želja po umetniškem izražanju novih idej je posledica dejstva, da se je Rinascimento razvil izključno med bogatimi meščani, ki so si umetnost lahko dovolili. Bogastvo, ki so ga dosegla italijanska mesta v dvanajstem in trinajstem stoletju, je bilo podlaga za kulturni razvoj. Firence, Rim, Neapelj, Ferrara, Milano in Benetke so bila trgovska in finančna središča tedanje Evrope in so si lahko dovolila razcvet umetnosti in znanosti, medtem ko so se manjša mesteca in predvsem kmetje še s težavo otepali revščine in zaostalosti srednjega veka.

## Arhitektura
V Firencah je renesančni slog z revolucionarnim, a nepopolnim spomenikom predstavil Leon Battista Alberti. Nekatere najzgodnejše stavbe, ki kažejo renesančne značilnosti, so cerkev San Lorenzo in kapela Pazzijev Filipa Brunelleschija. Notranjost Santo Spirito izraža nov občutek svetlobe, jasnosti in prostornosti, kar je značilno za zgodnjo italijansko renesanso. Njena arhitektura odraža filozofijo renesančnega humanizma, razsvetljenost in bistrost uma v nasprotju s temo in duhovnostjo srednjega veka. Oživitev klasične antike lahko najbolje ponazori Rucellaijeva palača. Tu pilastri sledijo superpoziciji klasičnih redov, dorski kapiteli so v pritličju, jonski kapiteli na piano nobile in korintski kapiteli v zgornjem nadstropju. Kmalu so renesančni arhitekti dali prednost velikim, razsežnim kupolam nad visokimi in impozantnimi stolpi, odpravljajoč gotski slog prejšnjega obdobja.
V Mantovi je Alberti uvedel nov antični slog, čeprav se je njegovo vrhunsko delo, Sant'Andrea, začelo šele leta 1472, po arhitektovi smrti.
Visoka renesansa, kot danes imenujemo slog, je bila v Rim uvedena s Tempietom Donata Bramanteja pri sv. Petru v Montoriju (1502) in njegovo prvotno centralno načrtovano baziliko svetega Petra (1506), ki je bilo najpomembnejše arhitekturno naročilo tega obdobja, na katerega so vplivali skoraj vsi pomembni renesančni umetniki, med njimi Michelangelo in Giacomo della Porta. Začetek pozne renesanse leta 1550 je zaznamoval razvoj novega stebrnega reda Andrea Palladia. Ogromni stebri, visoki dve ali več nadstropij, so krasili fasade.
V času italijanske renesanse se je matematika razvijala in širila. Kot rezultat so nekateri renesančni arhitekti v svojih risbah uporabljali matematično znanje, kot na primer Baldassare Peruzzi.

## Književnost
Najvažnejša novost renesanse je sprejem zgodovinskih ved v književnost: zgodovina ni več del teologije, pač pa samostojna veda. Pojmovanje časa ni več povezano s Kristusovim prihodom, temveč upošteva predvsem laične vire. Če se je v srednjem veku zgodovina človeštva delila v glavnem na tri poglavja (stvarjenje, Kristusovo učlovečenje in poslednja sodba), sedaj postavlja v ospredje grško in rimsko kulturo in obsoja srednjeveški obskurantizem. Ta nov pogled na zgodovino je zagovarjal Lorenzo Valla, ki se je sicer moral dolgo braniti pred Inkvizicijo, a je končno dosegel priznanje svojih teorij. Med poznejšimi zgodovinarji petnajstega stoletja izstopata Niccolò Machiavelli in Francesco Guicciardini.

## Umetnost
Prava zgodovina renesanse v malem je Baptisterij svetega Janeza Krstnika v Firencah. Na starejšem delu, ki je iz poznega 13. stoletja, umetniški slog že ne upošteva več pravil, ki so se ustalila z Giottom, pač pa niha med klasiko in gotiko (porta della mandorla). Za drugi del (porta nord) sta leta 1401 oddala načrte Lorenzo Ghiberti in Filippo Brunelleschi in čeprav sta bila oba načrta odobrena, je delo izvedel Ghiberti, ker je bila Brunelleschijeva zamisel še preveč moderna.
Toda kmalu se je Brunelleschi uveljavil in postal je skupaj z Donatellom in Masacciom eden od začetnikov Rinascimenta. Ti trije umetniki so uvedli natančno upodabljanje človeka, ki je moralo izražati ne samo telesne oblike, pač pa tudi njegova čustva. Razen tega so učili novo perspektivo, ki izhaja direktno iz zornega kota opazovalca. Nehote je ta linearna perspektiva ponazarjala miselnost novega obdobja: človeški razum gospoduje naravi in jo spreminja po svojih pravilih.

## Znanost in tehnologija
Ko so Turki leta 1453 zasedli Konstantinopel, se je veliko bizantinskih učenjakov zateklo v Italijo, kjer so začeli poučevati grški jezik pod pokroviteljstvom sinjorij. Kmalu so prevedli dela Hipokrata in Galena, ki sicer niso vsebovala veliko znanstvenih podatkov, a so zbudila navdušenje za zdravilstvo in anatomijo. Najbolj znan je Andreas Vesalius, ki je prvi seciral trupla in o svojem delu zapustil zanimivo zbirko risb. Posebno mesto zavzema Salernska šola zdravstva, ki je bila najstarejša italijanska šola medicine, verjetno še iz 9. stoletja. Čeprav so v njej delovali pretežno pripadniki klera, je šola širila dokaj laične nauke in spada med predhodnike humanizma. Višek je dosegla v 12. stoletju, ko je sprejela latinske prevode arabskih del. Žal je prav razcvet medicine in rast novih šol v dobi renesanse zasenčil pomen te važne ustanove, ki je sicer ostala živa vse do leta 1811.
V 15. stoletju je Johann Gutenberg izumil tiskarski stroj, kar je dalo znanosti neverjeten zagon. Povečalo se je število knjig in tudi njihova natančnost, saj so bile odpravljene vse napake, ki so dotlej nastajale z ročnim prepisovanjem. Študij ni bil več samotarsko opravilo posameznikov, temveč je postal izmenjava mnenj in posredovanje podatkov med znanstveniki. Z veliko vnemo so se poznavalci klasičnih del lotili prevajanja antičnih matematikov in astronomov. Tiskala so se dela Kopernika, Tycha Braha in Keplerja. Pozneje, proti koncu 16. stoletja je ta dela uporabil tudi Galileo Galilei za svoje študije.
Velika geografska odkritja so pospešila zanimanje za zemeljsko površje in kartografijo. Po drugi strani so tudi povzročila boljše razumevanje in preučevanje problemov plovbe in pomorskega bojevanja. Uvedba smodnika je popolnoma spremenila dotedanji način bojevanja. Razvila se je artilerija, ki je kaj kmalu dokazala, da se tudi gradovi dajo uničiti, s čimer je zatonil najznačilnejši mit srednjega veka.

## Pravo in politika
Dialektična metoda srednjeveških pravnikov se je morala umakniti pred novimi nauki, ki so zahtevali starorimsko razumevanje pravice. Stari kodeksi in lex romana so se jemali kot edini viri pravičnega upravljanja. Medtem ko je v srednjem veku veljalo pravilo, po katerem so politični predstavniki odločali o svobodi, pravici in pravnih postopkih, so renesančni pravniki zahtevali, da se politiki zavzemajo za ohranitev miru in varnosti v državi. Pojavila se je torej potreba po ločitvi zakonodajne oblasti od sodne ter od izvršne oblasti.
V renesansi so se glavna italijanska mesta razvila v prave male države, ki so skušale širiti svojo oblast na račun sosedov. Medtem ko so se mesta v drugih evropski pokrajinah združevala v države (Španija, Francija, Anglija), to v Italiji še ni bilo mogoče prav zaradi močnih nasprotij med mestnimi državicami. Toda po drugi strani je prav ta politična konkurenca privedla do razvoja moderne diplomacije. Po vseh mestih so se organizirale ambasade (poslaništva), ki so se v 16. stoletju začele ustanavljati tudi v Franciji in Angliji.
Katoliška cerkev se ni uprla prodoru renesančne miselnosti, čeprav je bila posredno morda edina prizadeta. Dejansko se tedanji predstavniki cerkve niso v ničemer razlikovali od plemičev in velikih trgovcev in kot taki so se zanimali samo za lastne koristi.